# Sergueï Vassiliev
Pour les articles homonymes, voir Vassiliev.
Sergueï Dmitrievitch Vassiliev (en russe : Сергей Дмитриевич Васильев), né le 4 novembre 1900 à Moscou (Empire russe) où il meurt le 16 décembre 1959, est un réalisateur et scénariste soviétique.

## Biographie
Sergueï Vassiliev est le directeur du Lenfilm de 1955 à 1957.
Il a été marié avec l'actrice Varvara Miasnikova de 1934 à 1955. De cette union naît une fille prénommée également Varvara.

## Filmographie

### comme réalisateur
- 1930 : La Belle au bois dormant (ru) (Спящая красавица)
- 1932 : Affaire personnelle (ru) (Личное дело)
- 1934 : Tchapaïev (Чапаев)
- 1937 : Les Journées de Volotchaevka (ru) (Волочаевские дни)
- 1942 : La Défense de Tsaritsyne (Оборона Царицына)
- 1943 : Le Front (Фронт)
- 1955 : Hommes en guerre (Герои Шипки)
- 1958 : Les Jours d'Octobre (ru) (В дни Октября)

### comme scénariste
- 1934 : Tchapaïev (Чапаев)
- 1937 : Les Journées de Volotchaevka (ru) (Волочаевские дни)
- 1942 : La Défense de Tsaritsyne (Оборона Царицына)
- 1958 : Les Jours d'Octobre (ru) (В дни Октября)
- 1960 : La Dame de pique (ru) (Пиковая дама)